# كورلوغين تشويبالسان
كورلوغين تشويبالسان (8 فبراير 1895 - 26 يناير 1952) سياسي منغولي شغل منصب زعيم الجمهورية الشعبية المنغولية باعتباره رئيسًا لمجلس الوزراء (رئيس الوزراء) منذ عام 1939 حتى وفاته في عام 1952. أيضًا القائد العام للجيش الشعبي المنغولي منذ عام 1937، ورئيس هيئة رئاسة مجلس الدولة (ليتل كرال) (رئيس الدولة) منذ عام 1929 وحتى عام 1930. اتبع تشويبالسان، وهو حليف وثيق لجوزيف ستالين، شكل الحكم الدكتاتوري ونظم عمليات تطهير ستالينية في منغوليا بين عامي 1937 و1939 بصفته رئيسًا لوزارة الشؤون الداخلية، وأعدم عشرات الآلاف من المواطنين المنغوليين.
تشويبالسان أحد الثوار المنغوليين عام 1921، وشغل عدة مناصب سياسية وعسكرية في عشرينيات القرن العشرين. كان صعوده إلى السلطة في الثلاثينيات من القرن العشرين مدبرًا شخصيًا من قبل ستالين، وحافظ على حكمه من خلال القمع والعبادة الشخصية. تعمقت العلاقات الاقتصادية والسياسية والعسكرية لمنغوليا مع الاتحاد السوفيتي، على الرغم من أنه بعد الحرب العالمية الثانية، دعم تشويبالسان توحيد عموم منغوليا مع منغوليا الداخلية. توفي بسبب السرطان في موسكو في عام 1952، وخلفه ربيبه يومياغين تسيدنبال كقائد.

## الثورة المنغولية عام 1921

### تشكيل حزب الشعب المنغولي
استدعت حكومة بوجد خان تشويبالسان وزملائه الطلاب المنغوليين في روسيا إلى كري في أعقاب ثورة أكتوبر عام 1917. تعرض تشويبالسان للبلشفية أثناء عيشه بين طلاب إيركوتسك المتطرفين، وانضم إلى مجموعة القنصلية الثورية أو مجموعة كونسولين دنج، التي تأثرت بشدة بالفلسفة البلشفية وتأسست لمقاومة الاحتلال الصيني لمنغوليا الخارجية بعد عام 1919. من بين الأعضاء الأصليين في المجموعة أيضًا دامبين تشاغدارجاف وداريزافين لوسول. دوغسومين بودو، قائد المجموعة، كان مدرسًا سابقًا ومعلمًا لتشويبالسان في المدرسة الروسية المنغولية للمترجمين. من خلال خدمته الروسية، عمل تشويبالسان مترجمًا للمجموعة مع اتصالات في القنصلية الروسية. شجعت هذه الاتصالات لاحقًا كونسولين دنج على الانضمام إلى جماعة المقاومة ذات التوجه الأكثر قومية زون كري (شرق كري)، والتي ضمت سولين دانزان، ودانسرابيليغين دوغسوم، ودمدين سوكباتار. في 25 يونيو 1920، تبنت الهيئة الجديدة اسم حزب الشعب المنغولي. في عام 1924، أعاد الحزب تسمية نفسه باسم الحزب الثوري الشعبي المنغولي بعد وفاة بوجد خان والإعلان الرسمي للجمهورية الشعبية المنغولية.

### الاتصال بالسوفييت وأول مؤتمر لحزب الشعب المنغولي
في أواخر يونيو 1920، بدأ تشويبالسان ودانزان في إيركوتسك (وانضم إليهم لاحقًا لوسول، وتشاغدارجاف، ودوجسوم، وإل. ديندف، وسوكباتار -«السبعة الأولى» المشهورون) لإقامة اتصالات مع السوفييت وطلب المساعدة في نضالهم من أجل الاستقلال. ظل تشويبالسان وسوكباتار معًا في إيركوتسك لعدة أشهر لزيادة الوعي بمحنة منغوليا وتلقي التدريب العسكري. خلال هذه الفترة، أصبح سوكباتار تدريجيًا المرشد الثاني لتشويبالسان.
بينما واصلت مجموعة السبعة جهود الضغط في روسيا السوفيتية، غزت القوات بقيادة أمير الحرب الروسي المناهض للبلشفية رومان فون أنغرن ستيرنبرغ منغوليا من الشرق وطردت الحاميات الصينية المحتلة من كري في فبراير 1921. لم يعد السوفييت يواجهون الصين مواجهة مباشرة في منغوليا، فقد دعم السوفييت أخيرًا الثوار المنغوليين. انتقل تشويبالسان وسوكباتار إلى ترويتسكوسافسك (كياختا الحالية على الحدود الروسية المنغولية) لتنسيق الأنشطة الثورية وتجنيد المقاتلين المنغوليين. غامر تشويبالسان سرًا حتى كري للتشاور مع مؤيدي حزب الشعب المنغولي، وتجنيد المقاتلين، وأفراد عائلة سوكباتار الروحيين للعودة إلى ترويتسكوسافسك.
انتخِب تشويبالسان عضوًا في الحكومة الثورية المؤقتة في مؤتمر حزب الشعب المنغولي الذي نظمه الاتحاد السوفيتي وعقِد سرًا في ترويتسكوسافسك في الفترة من 1 إلى 3 مارس 1921 (الذي اعتبر فيما بعد أول مؤتمر للحزب الثوري الشعبي المنغولي). عُين أيضًا المفوض السياسي (نائب الرئيس ورئيس الدعاية) للجيش الشعبي المنغولي بقيادة سوكباتار.

### هزيمة أنغرن ستيرنبرغ
في غضون أيام، هزم جيش حزب سوكباتار المنغولي (البالغ عددهم 400 رجل) الحامية الصينية الأكبر حجمًا والمحبطة التي كانت قد فرت إلى كياختا مايماتشنغ (ألتانبولاغ حاليًا). واجهت قوات المغول والجيش الأحمر المشتركة قوات أنغرن مباشرة في سلسلة من المعارك بالقرب من ترويتسكوسافسك منذ أواخر مايو وحتى منتصف يونيو. تولى تشويبالسان قيادة مفرزة منغولية مقرها في تاريات، في مقاطعة أرخانغاي الحديثة، وحارب، جنبًا إلى جنب مع القوات الروسية بقيادة بيتر إيفيموفيتش شيتينكين، إجراءات الحرس الأيمن في غرب منغوليا لدعم التقدم الروسي المنغولي الرئيسي من خلال مقاطعتي سيلينج وتوف الحاليتين. بعد مناوشات صغيرة مع وحدات حرس أنغرن المتبقية، دخلت القوة الروسية المغولية المشتركة كري دون قتال في 6 يوليو 1921. تابع تشويبالسان فلول جيش أنغرن ومن المحتمل أن شيتينكين قد قبض على أنغرن في 22 أغسطس 1921.

## الصعود إلى السلطة
بعد الثورة، ظل تشويبالسان نائبًا لرئيس الجيش الشعبي المنغولي أثناء انتخابه أيضًا رئيسًا لرابطة الشبيبة الثورية المنغولية. على الرغم من أوراق اعتماده كأحد الأعضاء المؤسسين لحزب الشعب المنغولي، فقد فشل في التقدم إلى ما بعد المناصب الحكومية من الدرجة الثانية طوال عشرينيات القرن العشرين. لقد أدى إفراطه في الشرب، ومعاشرته للنساء، ومزاجه العنيف إلى إبعاده عن قادة الحزب، وفي وقت ما في أوائل الثلاثينيات من القرن العشرين، خُفضت رتبته مؤقتًا من منصب وزير الخارجية إلى منصب مدير متحف. بينما انجذب في كثير من الأحيان نحو الفصيل اليساري للحزب، اشتبه في أنه يميني فيما لم يذكر عنه كثيرًا في التقارير السوفيتية والمنغولية عن تلك الحقبة. لم يُدرج تشويبالسان العديد من خطاباته من هذه الفترة في أعماله المجمعة، مما يشير إلى أن دوره خلال هذه الفترة لم يكن دورًا بارزًا. لم تبدأ آفاقه المهنية في التحسن إلا بعد أن لاحظ أعضاء جهاز الأمن السوفيتي مثل المفوض السوفيتي لشؤون الدفاع كليمنت فوروشيلوف فائدة تشويبالسان السياسية في أواخر العشرينات وأوائل الثلاثينيات من القرن العشرين.

### تطهير بودو
في أواخر عام 1921، نفذ جنود مشاة رابطة تشويبالسان للشباب الثوري المنغولي حملة بودو لعصرنة رئيس الوزراء بمقاطعة الحلي «الإقطاعية» بالإكراه (الأصفاد الكبيرة، والمجوهرات النسائية، والشعر الطويل، إلخ). أدى رد الفعل العام الغاضب إلى تطهير بودو وإعدامه في نهاية المطاف في أغسطس 1922 بينما جُرد تشويبالسان من العضوية الكاملة للحزب ومن منصبه كنائب لقائد الجيش المنغولي. تدخل سوكباتار لإنقاذ بودو من مصيره. أرسِل تشويبالسان إلى الأكاديمية العسكرية الروسية في موسكو بعد وفاة سوكباتار في عام 1923 وعندما عاد إلى أولانباتار بعد عام عُرض عليه منصب مرشده القديم كقائد أعلى للقوات الثورية الشعبية. كما شغل مناصب كعضو في رئاسة الخورال الأكبر للدولة منذ عام 1924 وحتى عام 1928، وكعضو في اللجنة المركزية للحركة الشعبية الثورية.

### الانتهازية اليمينية (1925–1928)
في مؤتمر الحزب الثالث في عام 1924، انحاز تشويبالسان إلى الزعيم اليساري رينشينغين إلبيغدورج حيث دعت الفصائل اليسارية واليمينية في جمهورية منغوليا الشعبية إلى اعتقال وإعدام زعيم الحزب المعتدل دانزان، الذي اتهم بحماية المصالح البرجوازية والانخراط في أعمال تجارية مع الشركات الصينية. بعد وفاة دانزان، تضاءل النفوذ السياسي لتشويبالسان ورينتشينو إذ تولى اليمين في الحزب، بقيادة تسيرين أوتشيرين دامبادورج، السيطرة، وخلال فترة أشير إليها لاحقًا باسم «الانتهازية اليمينية» (1925-1928)، رُوّج لسياسات اليمين التي تعكس سياسة لينين الاقتصادية الجديدة في الاتحاد السوفيتي.